# Batracomorphus pelops
Batracomorphus pelops är en insektsart som beskrevs av Knight 1983. Batracomorphus pelops ingår i släktet Batracomorphus och familjen dvärgstritar. Inga underarter finns listade i Catalogue of Life.